# Herrestads landskommun, Skåne
Herrestads landskommun  var en tidigare kommun i dåvarande Malmöhus län.

## Administrativ historik
Kommunen bildades som storkommun vid kommunreformen 1952 genom sammanläggning av Baldringe, Borrie, Bromma, Hedeskoga, Högestads, Stora Herrestads, Stora Köpinge, Sövestads och Öja kommuner i Skåne. Den fick sitt namn av Herrestads härad, som den i stort sett motsvarande. 
Kommunen uppgick år 1971 i helhet i Ystads kommun.
Kommunkoden var 1245.

### Kyrklig tillhörighet
I kyrkligt hänseende tillhörde kommunen församlingarna Baldringe, Borrie, Bromma, Hedeskoga, Högestad, Stora Herrestad, Stora Köpinge, Sövestad och Öja.

## Kommunvapnet
Blasonering: I blått fält en fyrkantsharv med två vertikala och tre horisontella stockar, de senare med vardera fyra pinnar, samt däröver en krona, allt av guld.
Vapnet fastställdes av Kungl. Maj:t den 14 mars 1958 och är en avledning av  Herrestads häradsvapen.

## Geografi
Herrestads landskommun omfattade den 1 januari 1952 en areal av 158,72 km², varav 154,29 km² land.

### Tätorter i kommunen 1960
| Tätort          | Folkmängd |
| --------------- | --------- |
| Köpingebro      | 659       |
| Sövestad        | 276       |
| Stora Herrestad | 246       |

Tätortsgraden i kommunen var den 1 november 1960 24,8 procent.

## Politik

### Mandatfördelning i valen 1950-1966
| 20 | 12 | 4 | 3 |

| 36 |

| 18 | 2 | 10 | 5 | 4 |

| 36 |

| 16 | 2 | 12 | 3 | 6 |

| 35 |

| 17 | 11 | 3 | 4 |

| 32 |

| 15 | 12 | 3 | 5 |

| 32 |